# Michael Fossum

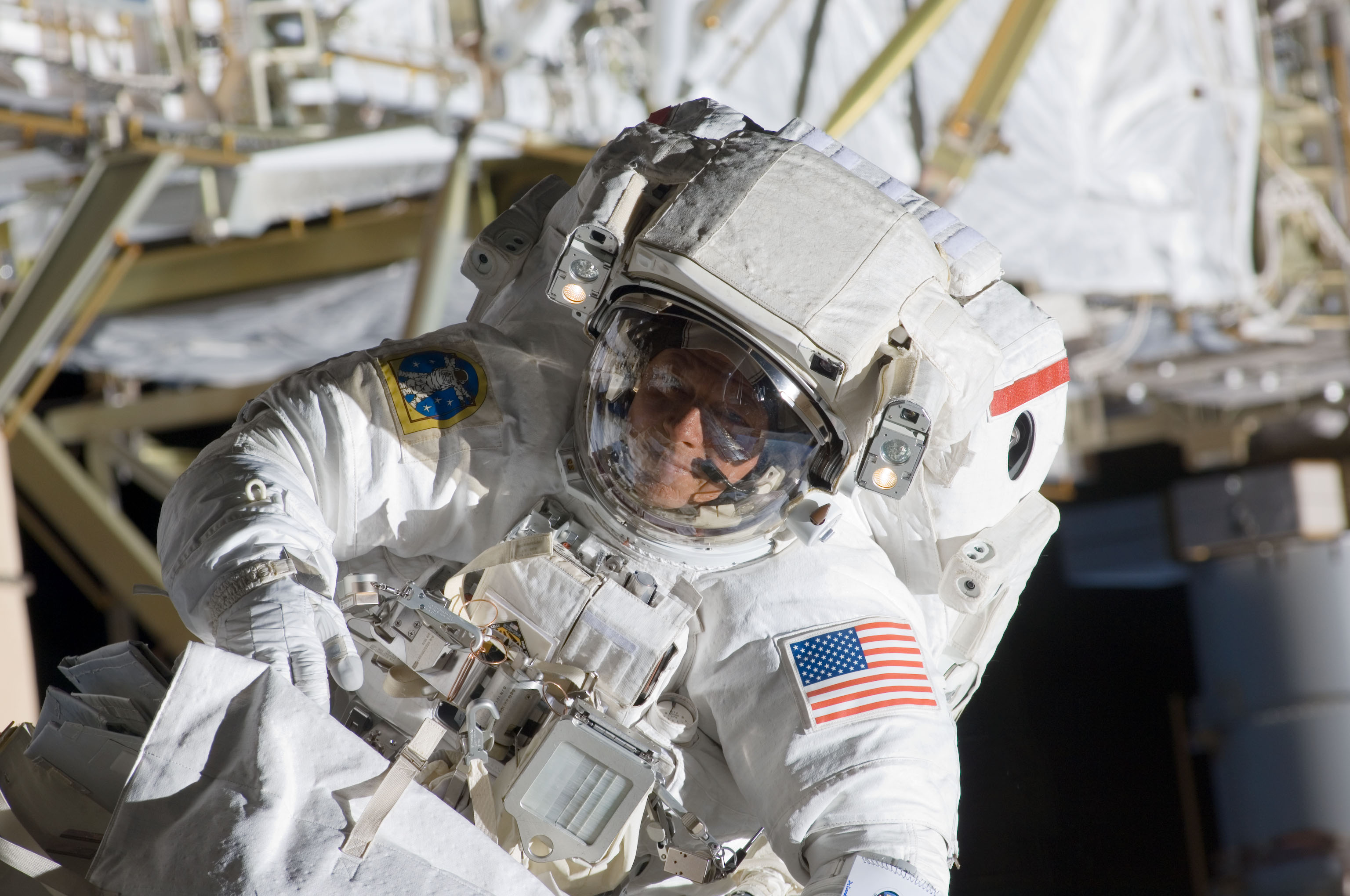
Fossum w trakcie pracy w otwartej przestrzeni kosmicznej (misja STS-124)

Michael Edward Fossum (ur. 19 grudnia 1957 w Sioux Falls, stan Południowa Dakota USA) – amerykański inżynier, pułkownik lotnictwa, astronauta.

## Wykształcenie oraz służba wojskowa
- 1976 – ukończył szkołę średnią (McAllen High School) w mieście McAllen, stan Teksas.
- 1980 – został absolwentem Texas A&M University i uzyskał tytuł inżyniera budowy maszyn. Po studiach wstąpił do sił powietrznych USA.
- 1981 – w Instytucie Technologii Sił Powietrznych (Air Force Institute of Technology) w bazie lotniczej Wright-Patterson, stan Ohio, uzyskał tytuł magistra w dziedzinie projektowania systemów. Po obronie pracy skierowany został do Ośrodka Kosmicznego im. Johnsona (Johnson Space Center), gdzie zajmował się bezpieczeństwem lotów wahadłowców.
- 1985 – ukończył wojskową szkołę dla pilotów doświadczalnych (Air Force Test Pilot School) w bazie Edwards w Kalifornii. Później w eskadrze doświadczalnej samolotów F-16 (F-16 Test Squadron) uczestniczył w testach tego myśliwca. Zajmował się m.in. awioniką i uzbrojeniem.
- 1989–1992 – służył w Centrum Lotów Doświadczalnych Lotnictwa (Air Force Flight Test Center).
- 1992 – zrezygnował z czynnej służby wojskowej z powodu przejścia do pracy w NASA.
- 1997 – na Uniwersytecie w Houston (University of Houston-Clear Lake), stan Teksas zdobył tytuł magistra w dziedzinie kosmologii.
- 2010 – w stopniu pułkownika USAF przeszedł do rezerwy.

Wylatał ponad 1800 godzin na 35 typach samolotów.

## Praca w NASA i kariera astronauty
- 1993–1997 – w styczniu 1993 Fossum został inżynierem NASA. Uczestniczył w programach związanych z budową Międzynarodowej Stacji Kosmicznej. Zajmował się określeniem przydatności rosyjskich statków kosmicznych typu Sojuz jako kapsuł ewakuacyjnych dla załóg projektowanej stacji. Pracował również przy konstruowaniu i testowaniu prototypu rakietoplanu X-38, który miał być alternatywnym statkiem ratunkowym. Pod koniec 1993 w grupie projektującej Międzynarodową Stację Kosmiczną był przedstawicielem Flight Crew Operations Directorate. Później trafił do Dyrektoriatu Operacji Kosmicznych (Mission Operations Directorate), gdzie zajmował się zagadnieniami związanymi z montażem stacji orbitalnej.
- 1996 – rozpoczął pracę w Biurze Astronautów NASA. Był asystentem technicznym i zajmował się wykorzystaniem wahadłowców oraz planowaniem misji.
- 4 czerwca 1998 został członkiem korpusu astronautów NASA. Znalazł się w grupie NASA 17(inne języki) jako specjalista misji i rozpoczął szkolenie, na które składały się m.in.: intensywny instruktaż z zakresu budowy Międzynarodowej Stacji Kosmicznej oraz wahadłowców, treningi psychologiczne, gruntowne szkolenie w zakresie pilotażu samolotu T-38 oraz nauka przetrwania w ekstremalnych warunkach na wypadek awaryjnego lądowania. Fossum kilkakrotnie starał się, aby zostać astronautą. Udało mu się to dopiero przy piątej próbie w 1998.
- sierpień 1999 – zakończył podstawowe szkolenie, po którym otrzymał przydział do wydziału zajmującego się utrzymywaniem łączności z załogami przebywającymi w kosmosie (Capcom Branch).
- grudzień 2002 – został specjalistą lotu w załodze wyznaczonej do misji STS-119. Start do tej wyprawy był przewidywany na styczeń 2004. Po katastrofie wahadłowca Columbia plan lotów został jednak gruntownie zmieniony.
- listopad 2002 – maj 2003 – w Centrum Kierowania Lotem był głównym operatorem łączności tzw. Capsule Communicator (CAPCOM), podczas lotu szóstej stałej załogi Międzynarodowej Stacji Kosmicznej (Ekspedycja 6).
- 2003 – został mianowany pierwszym specjalistą lotu (MS-1) misji STS-121.
W Biurze astronautów NASA pracował jako kierownik w Wydziale ds. Eksploatacji Stacji Kosmicznej (Space Station Operations Branch).
- 2006 – w dniach 4–17 lipca uczestniczył w misji STS-121 wahadłowca Discovery. Był to drugi lot wahadłowca po katastrofie Columbii. Podczas misji Fossum trzykrotnie pracował na zewnątrz stacji orbitalnej[1].
- 2007 – został wyznaczony na specjalistę misji STS-124.
- 2008 – 31 maja rozpoczął swój drugi lot kosmiczny na pokładzie wahadłowca Discovery. W tej misji również trzykrotnie pracował w otwartej przestrzeni kosmicznej[1].
- 2011 – 7 czerwca wraz z Siergiejem Wołkowem i Satoshi Furukawą poleciał statkiem Sojuz TMA-02M na Międzynarodową Stację Kosmiczną. 9 czerwca kosmonauci dotarli na stację i weszli w skład Ekspedycji 28. 16 września, po wymianie załogi i odlocie poprzedniej ekipy, rozpoczęła się Ekspedycja 29. Fossum został jej dowódcą. Po zakończeniu Ekspedycji 29 Fossum, Wołkow i Furukawa wrócili Sojuzem TMA-02M na Ziemię 22 listopada, po 167 dniach lotu.
- 2017 – w styczniu opuścił NASA.

Podczas swoich trzech lotów w kosmos Fossum odbył siedem spacerów kosmicznych (EVA), trwających łącznie 48 godzin i 32 minuty. W 2017 roku dawało mu to 11 miejsce na liście rekordzistów pod względem łącznego czasu trwania EVA.

## Nagrody i odznaczenia
- Meritorious Service Medal – trzykrotnie
- NASA Exceptional Service Medal
- NASA Space Flight Medal
- Universal Astronaut Insignia za lot orbitalny (nr 441) – Stowarzyszenie Uczestników Lotów Kosmicznych (Association of Space Explorers(inne języki))[3]

## Wykaz lotów
| Loty kosmiczne, w których uczestniczył Michael E. Fossum                  | Loty kosmiczne, w których uczestniczył Michael E. Fossum | Loty kosmiczne, w których uczestniczył Michael E. Fossum | Loty kosmiczne, w których uczestniczył Michael E. Fossum | Loty kosmiczne, w których uczestniczył Michael E. Fossum | Loty kosmiczne, w których uczestniczył Michael E. Fossum | Loty kosmiczne, w których uczestniczył Michael E. Fossum |
| Numer                                                                     | Data startu                                              | Statek kosmiczny                                         | Data lądowania                                           | Statek kosmiczny                                         | Funkcja                                                  | Czas trwania                                             |
| ------------------------------------------------------------------------- | -------------------------------------------------------- | -------------------------------------------------------- | -------------------------------------------------------- | -------------------------------------------------------- | -------------------------------------------------------- | -------------------------------------------------------- |
| 1                                                                         | 4 lipca 2006                                             | STS-121 Discovery F-32                                   | 17 lipca 2006                                            | STS-121 Discovery F-32                                   | Specjalista misji (MS-1)                                 | 12 dni 18 godzin 36 minut i 47 sekund                    |
| 2                                                                         | 31 maja 2008                                             | STS-124 Discovery F-35                                   | 14 czerwca 2008                                          | STS-124 Discovery F-35                                   | Specjalista misji (MS-3)                                 | 13 dni 18 godzin 13 minut i 5 sekund                     |
| 3                                                                         | 7 czerwca 2011                                           | Sojuz TMA-02M                                            | 22 listopada 2011                                        | Sojuz TMA-02M                                            | Inżynier pokładowy, dowódca ISS                          | 167 dni 6 godzin 12 minut i 5 sekund                     |
| Łączny czas spędzony w kosmosie — 193 dni 19 godzin 1 minuta i 57 sekund. |                                                          |                                                          |                                                          |                                                          |                                                          |                                                          |